# Operação Pixuleco
Operação Pixuleco é uma operação deflagrada, pela Polícia Federal do Brasil, em 3 de agosto de 2015, que representou a 17ª fase da Operação Lava Jato. O termo "pixuleco" seria utilizado pelo então tesoureiro do Partido dos Trabalhadores (PT), João Vaccari Neto, para tratar do "dinheiro", conforme delatou o empreiteiro da UTC, Ricardo Pessoa.
A operação teve como alvo principal o ex-ministro da Casa Civil, José Dirceu. Foram cumpridos três mandados de prisão preventiva, cinco de prisão temporária, vinte e seis de busca e apreensão e seis de condução coercitiva. As ordens são do juiz federal Sergio Moro, que conduz os processos da Lava Jato, em Curitiba.
De acordo com os procuradores da Lava Jato, a empresa de José Dirceu, JD Assessoria e Consultoria, cumpria a mesma função das empresas de fachada do doleiro Alberto Youssef, alvo central da investigação sobre desvios, fraudes e corrupção na Petrobras. As empresas emitiam notas fiscais para as maiores empreiteiras do país, por assessorias e outros serviços fictícios.

## Mandados de prisão
Os mandados de prisão preventiva e prisão temporária determinados pela Justiça do Paraná. Os presos foram levados para Superintendência da Polícia Federal em Curitiba, Paraná.

### Prisão preventiva

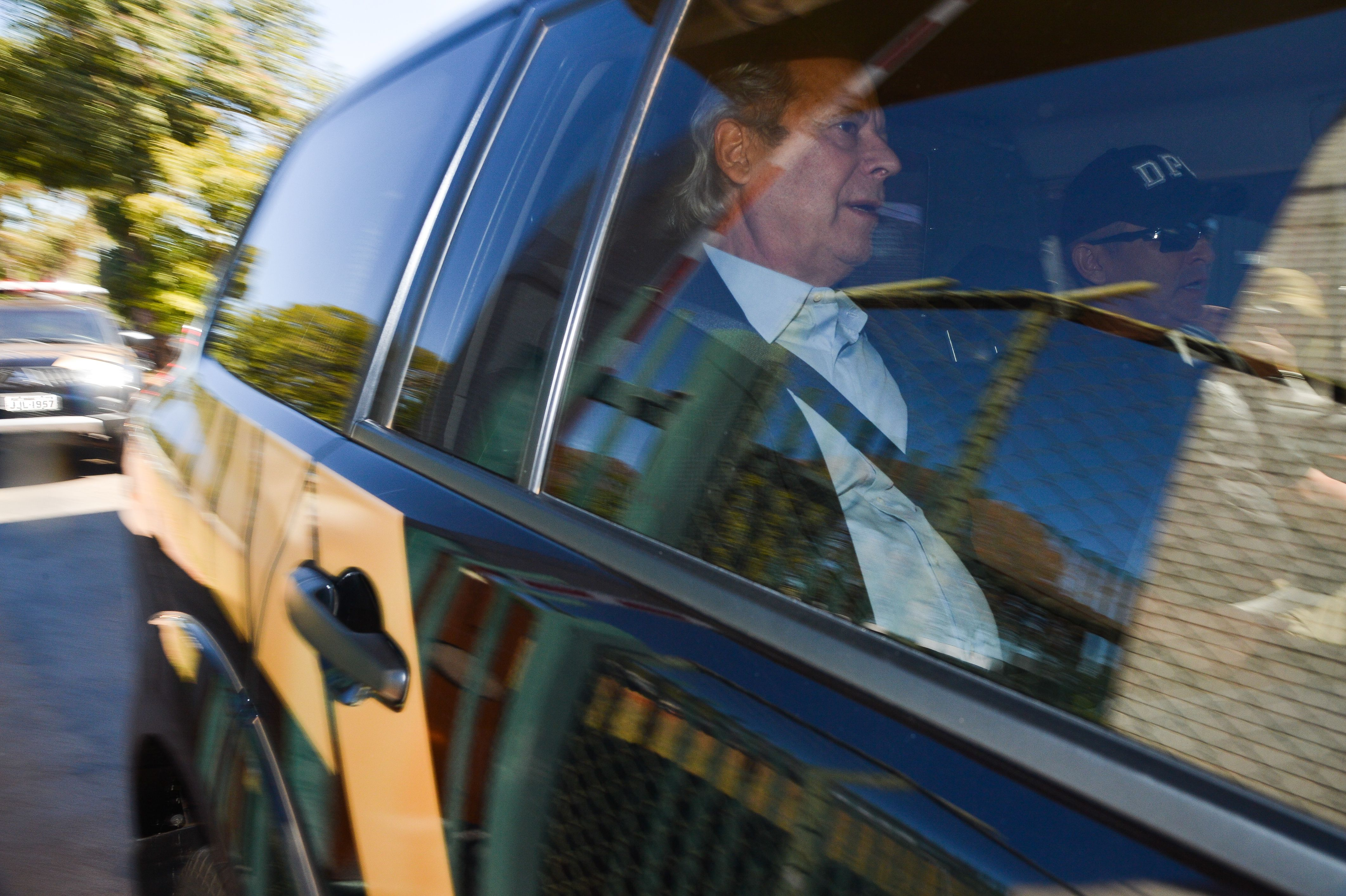
José Dirceu sendo levado para Curitiba, no dia seguinte a sua prisão na Operação Pixuleco.

- José Dirceu - ex-ministro da Casa Civil[3]
- Fernando Antônio Guimarães Hourneaux de Moura - lobista[3]
- Celso Araripe - gerente da Petrobras[3]

### Prisão temporária
- Roberto Marques - assessor de José Dirceu[3]
- Luiz Eduardo de Oliveira e Silva - irmão de José Dirceu[3]
- Olavo Hourneaux de Moura Filho[3]
- Pablo Alejandro Kipersmit[3]
- Julio Cesar dos Santos[3]

## Bloqueio de ativos
Foi autorizado pela justiça o bloqueio de até 20 milhões de reais de duas empresas e seis investigados na operação. Foram alvos de bloqueio JD Assessoria e Consultoria Ltda, Tgs Consultoria e Assessoria em Administração, Julio Cesar dos Santos, Fernando Antonio Guimarães Hourneaux de Moura, Olavo Hourneaux de Moura Filho, José Dirceu de Oliveira e Silva, Luiz Eduardo de Oliveira e Silva e Roberto Marques.